# Ringmaster (film)
 (décembre 2023).
Pour plus de détails, voir Fiche technique et Distribution.
Ringmaster est un film américain réalisé par Neil Abramson, sorti en 1998.

## Synopsis
Le populaire animateur d'un talk-show se trouve coincé avec des invités qui sèment la pagaille dans son émission.

## Fiche technique
- Titre original et français : Ringmaster
- Réalisation : Neil Abramson
- Scénario : Jon Bernstein
- Photographie : Russ Lyster
- Montage : Suzanne Hines
- Musique : Kennard Ramsey
- Production : Gary W. Goldstein
- Pays d'origine : États-Unis
- Format : Couleurs - 1,85:1 - Mono
- Genre : Comédie
- Durée : 90 minutes
- Date de sortie : 1998

## Distribution
- Jerry Springer : Jerry Farrelly
- Jaime Pressly : Angel Zorzak
- William McNamara : Troy Davenport
- Molly Hagan : Connie Zorzak
- John Capodice : Mel Riley
- Wendy Raquel Robinson : Starletta
- Ashley Holbrook : Willie
- Tangie Ambrose : Vonda Simmons
- Nicki Micheaux : Leshawnette
- Michael Jai White : Demond
- Krista Tesreau : Catherine Winicott
- Dawn Maxey : Natalie
- Maximilliana : Charlie / Claire
- Michael Dudikoff : Rusty

## Distinctions
- 1 prix nominés au Razzie Awards en 1999 :
  - pire révélation (Jerry Springer)